# Chang'an CV6
De Chang'an CV6 is het kleinste model van het Chinese merk Chang'an. De auto heeft wel wat weg van een uiterst compacte MPV, vanwege de hoogte van de auto. De Chang'an CV6 is leverbaar met 2 verschillende motoren: een 1.1i 16V met 64 pk en een 1.3i 16V met 86 pk. Deze Chang'an is niet leverbaar met dieselmotoren.
Er gaan geruchten dat de auto leverbaar wordt in Europa, en dan als Landwind.